# Serafín Vásquez Elizalde
Serafín Vásquez Elizalde (* 13. September 1922 in San Martín Xaltocan, Bundesstaat Tlaxcala, Mexiko; † 10. Februar 2009 in Guadalajara, Mexiko) war römisch-katholischer Bischof von Huejutla und von Ciudad Guzmán in Mexiko.

## Leben
Serafín Vásquez Elizalde, eines von sechs Kindern, trat nach dem Tod seiner Eltern mit dreizehn Jahren in das Priesterseminar von Puebla ein. Am 2. Mai 1948 erhielt er die Priesterweihe aus den Händen des Erzbischofs von Puebla de los Ángeles, José Ignacio Márquez y Tóriz. Er war anschließend Seelsorger in Atlixco, später in der Diözesanverwaltung und Superior für die Mission im Erzbistum Puebla de los Ángeles.
Am 16. März 1968 ernannte ihn Papst Paul VI. zum vierten Bischof von Huejutla. Die Bischofsweihe spendete ihm Erzbischof José Ignacio Márquez y Tóriz am 29. Mai 1968; Mitkonsekratoren waren Emilio Abascal y Salmerón, Erzbischof von Jalapa, und Luis Munive Escobar, Bischof von Tlaxcala. Am 2. Dezember 1977 erfolgte die Ernennung zum zweiten Bischof von Ciudad Guzmán.
Am 11. Dezember 1999 gab Papst Johannes Paul II. seinem altersbedingten Rücktrittsgesuch statt. Vásquez Elizalde starb an den Folgen einer Diabetes-Erkrankung.